# Derick Fernando da Silva
Derick Fernando da Silva, oder einfach Derick (* 16. Mai 2002 in Santos), ist ein brasilianischer Fußballspieler.

## Karriere

### Verein
Derick  erlernte das Fußballspielen in der Jugendmannschaft des FC Santos. Der Verein aus Santos, einer Hafenstadt im Bundesstaat São Paulo, spielte in der ersten Liga, der Série A. Sein Ligadebüt in der Série A gab er am 10. September 2020 gegen Atlético Mineiro. Hier wurde er in der 89. Minute für Madson eingewechselt. Im April 2023 wechselte er auf Leihbasis nach Pouso Alegre zum Drittligisten Pouso Alegre FC

### Nationalmannschaft
Brenner spielte von 2017 bis 2018 fünfmal in der brasilianischen U16-Nationalmannschaft. 2018 stand er einmal für die U17-Nataionalmannschaft auf dem Spielfeld.